# Шарянка
Шарянка — река в России, протекает в Арбажском районе Кировской области. Устье реки находится в 8 км по правому берегу правого рукава Вятки. Длина реки составляет 12 км.
Исток реки находится в 2 км к юго-востоку от посёлка Сорвижи. Река течёт на юго-восток, протекает деревню Шараница, где на реке плотина и запруда. Впадает в Вятку у деревни Шустово. Вятка на этом участке делится на два рукава, огибающие Васильковский остров. Шарянка впадает в правый рукав в 8 км от его начала.

## Данные водного реестра
По данным государственного водного реестра России относится к Камскому бассейновому округу, водохозяйственный участок реки — Вятка от города Котельнич до водомерного поста посёлка городского типа Аркуль, речной подбассейн реки — Вятка. Речной бассейн реки — Кама.
По данным геоинформационной системы водохозяйственного районирования территории РФ, подготовленной Федеральным агентством водных ресурсов:
- Код водного объекта в государственном водном реестре — 10010300412111100036320
- Код по гидрологической изученности (ГИ) — 111103632
- Код бассейна — 10.01.03.004
- Номер тома по ГИ — 11
- Выпуск по ГИ — 1